# Jane Atché
Jane Atché, dite aussi Jal,, née Jeanne Louise Marie Euphrasie Atché le 16 août 1872 à Toulouse et morte le 6 février 1937 à Paris est une artiste peintre, affichiste et illustratrice française.

## Biographie
Née le 16 août 1872 à Toulouse au 34, rue Saint-Rome, Jane Atché est élève à l'Académie Julian à Paris de Firmin Bouisset, Jean-Paul Laurens, Jean-Joseph Benjamin-Constant et Alfons Mucha. L'influence de ce dernier sera déterminante dans son style graphique. Elle se fait connaître en 1896 avec une affiche pour le papier à cigarette JOB, dont le style Art nouveau est proche de celle que Mucha réalise la même année pour la même marque.
Elle publie une série de douze cartes postales sur le thème des jeux d'enfants qu'elle signe Jal, et illustre un roman historique de Jean Drault, La Conspiration de Quillebœuf (Jouve et Cie, 1912).
Elle est inhumée au cimetière de Vaucresson (Hauts-de-Seine), mais sa tombe a disparu à la fin du XXe siècle.

## Œuvres

### Peinture
- Rabastens, musée du Pays rabastinois :
  - Portrait de Madame A.J., 1909, huile sur toile ;
  - Autoportrait au chapeau vert, 1909, huile sur toile[4] ;
  - Méditation, peinture sur porcelaine de Philadelphie par Bourotte-François d'après le médaillon lithographié en noir et blanc de Jane Atché présenté au Salon de 1897[4] ;
  - Rêverie, 1909, peinture sur porcelaine de Philadelphie par Evalina Guenthoer d'après le médaillon lithographié en noir et blanc de Jane Atché présenté au Salon de 1897, pendant du précédent, tous deux édités en couleur l'année suivante[4].

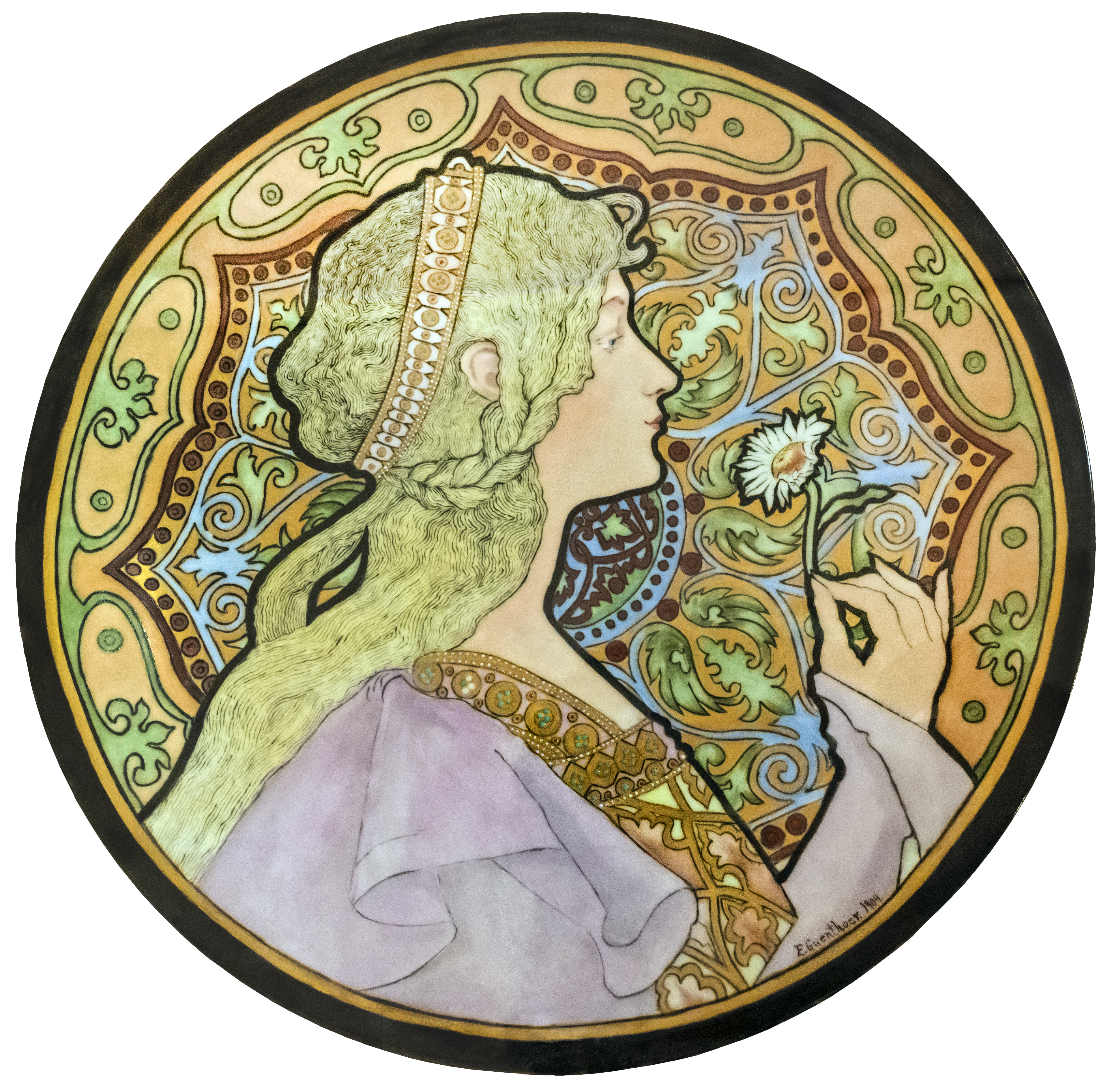
Rêverie (1909), peinture sur porcelaine par Evalina Guenthoer d'après Jane Atché, Rabastens, musée du Pays rabastinois.
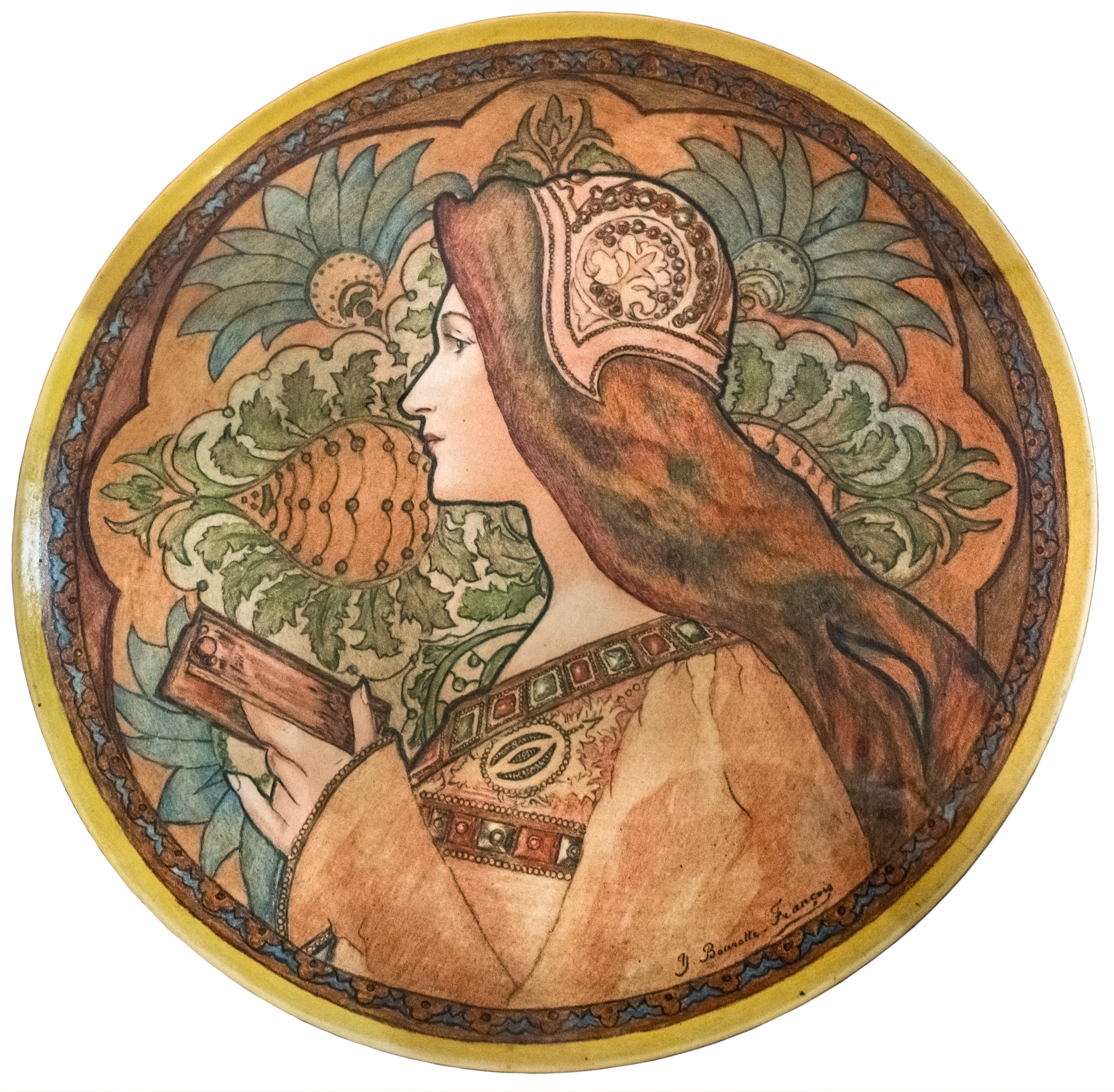
Méditation , peinture sur porcelaine par Bourotte-François d'après Jane Atché, Rabastens, musée du Pays rabastinois.
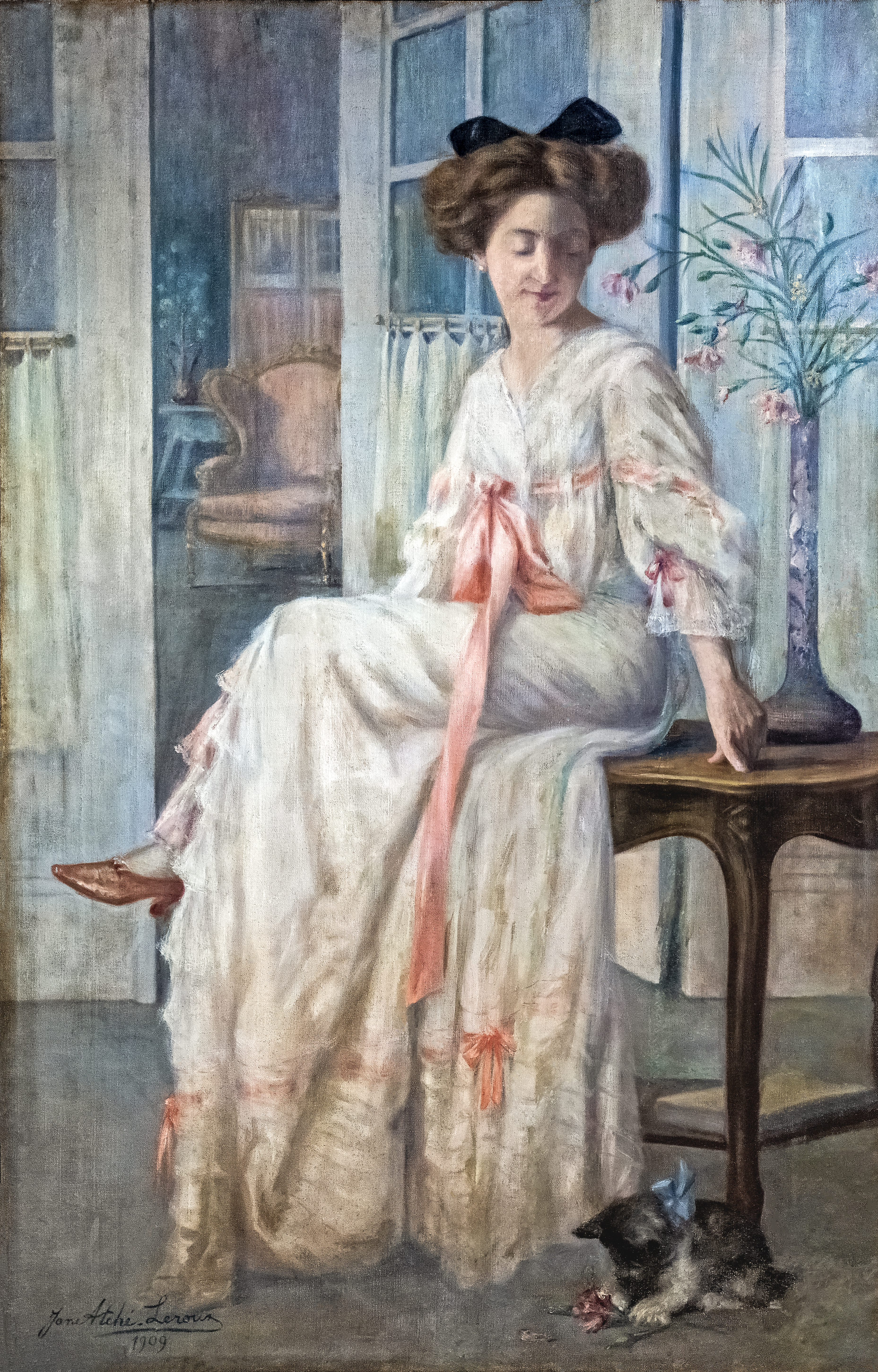
Portrait de Madame A.J. (1909), Rabastens, musée du Pays rabastinois.

### Dessin
- Rabastens, musée du Pays rabastinois :
  - Que votre volonté soit faite, 1899, crayon et pastel sur papier, mention honorable au Salon de 1902[2] ;
  - Marcelle Vermorel et son fils Victor, 1910, sanguine sur papier ;
  - Marcelle Vermorel, 1912, sanguine sur papier ;
  - Suzzane, sanguine sur papier.

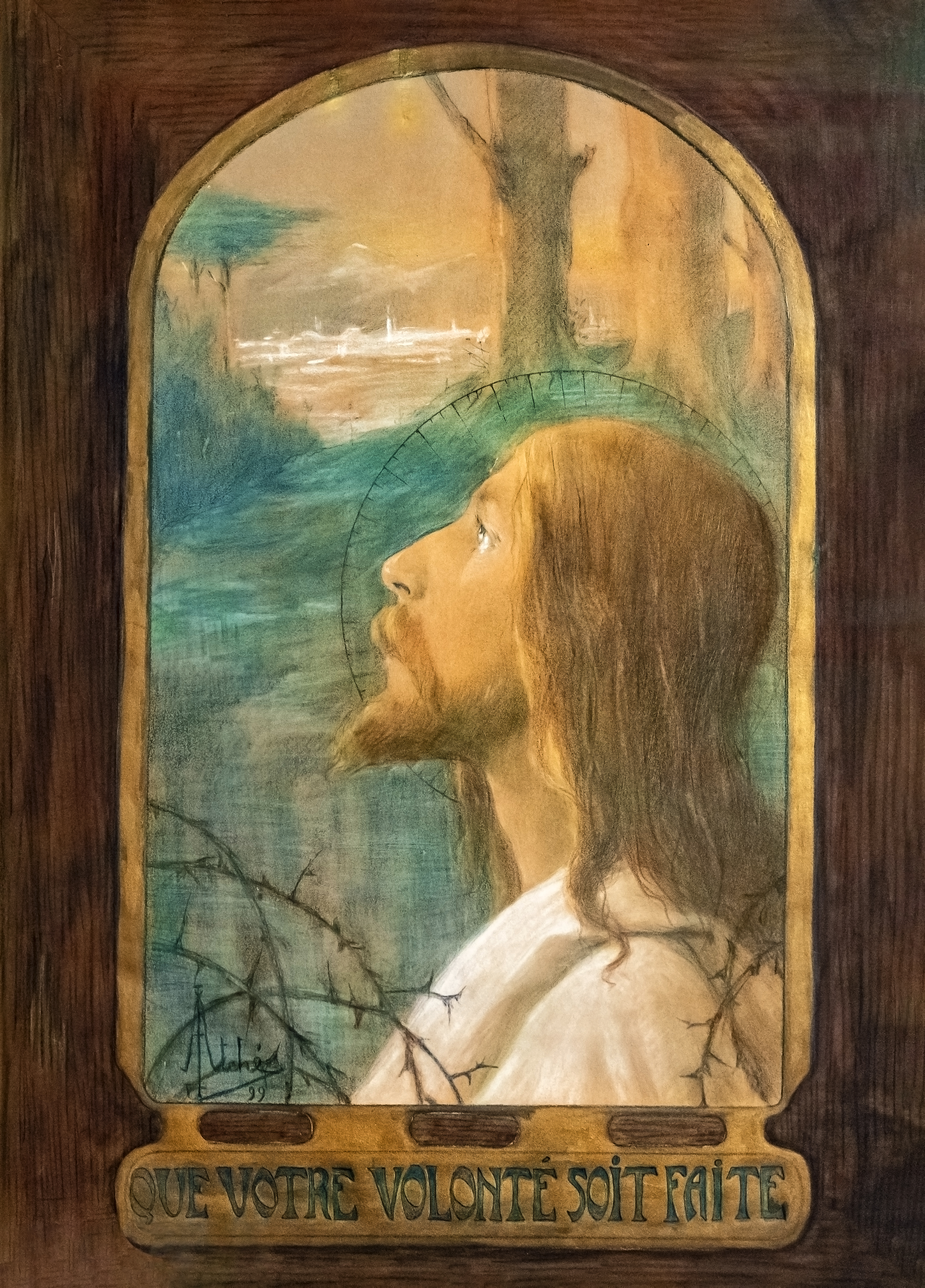
Que votre volonté soit faite (1899), Rabastens, musée du Pays rabastinois.
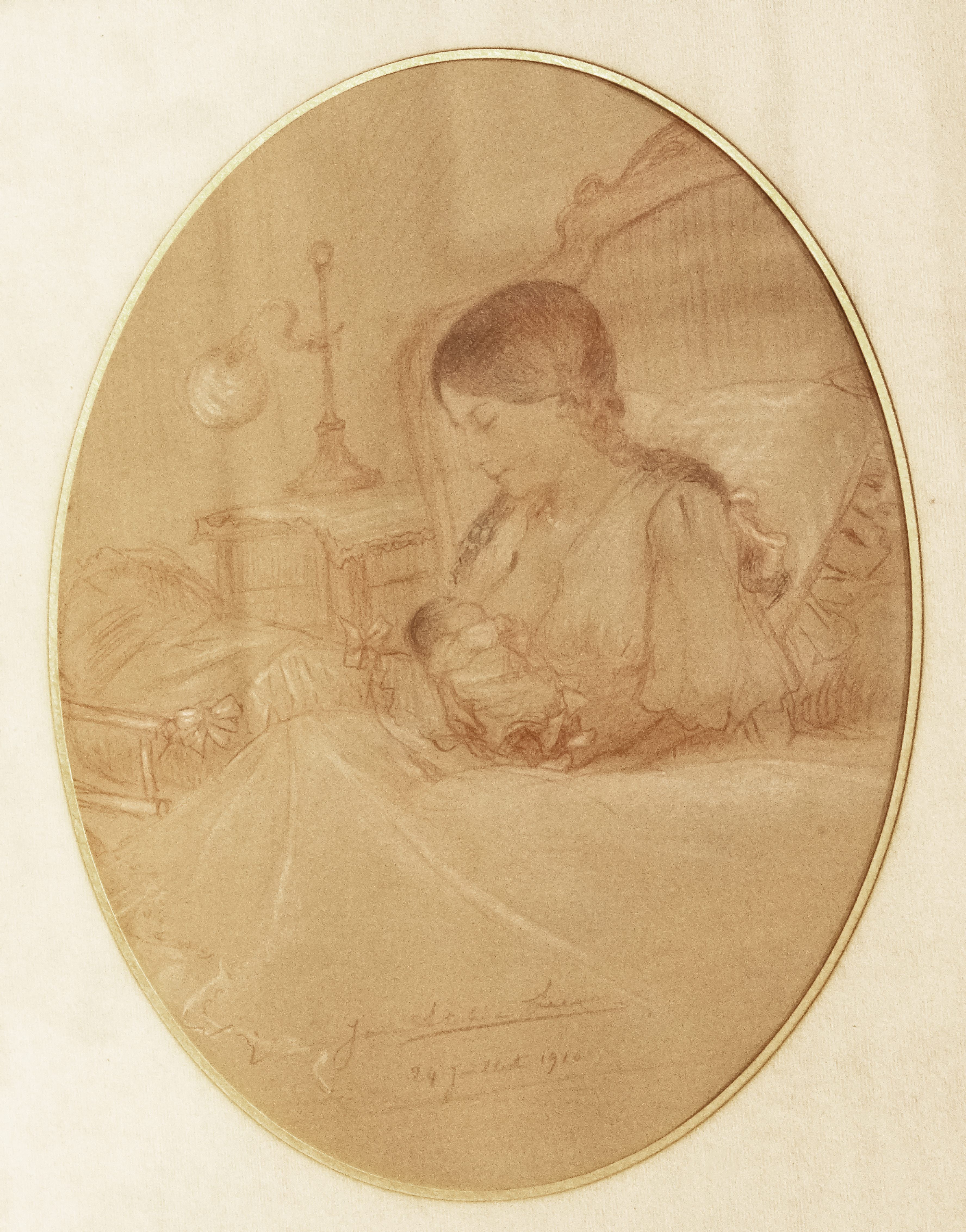
Marcelle Vermorel et son fils Victor (1910), sanguine sur papier, Rabastens, musée du Pays rabastinois.
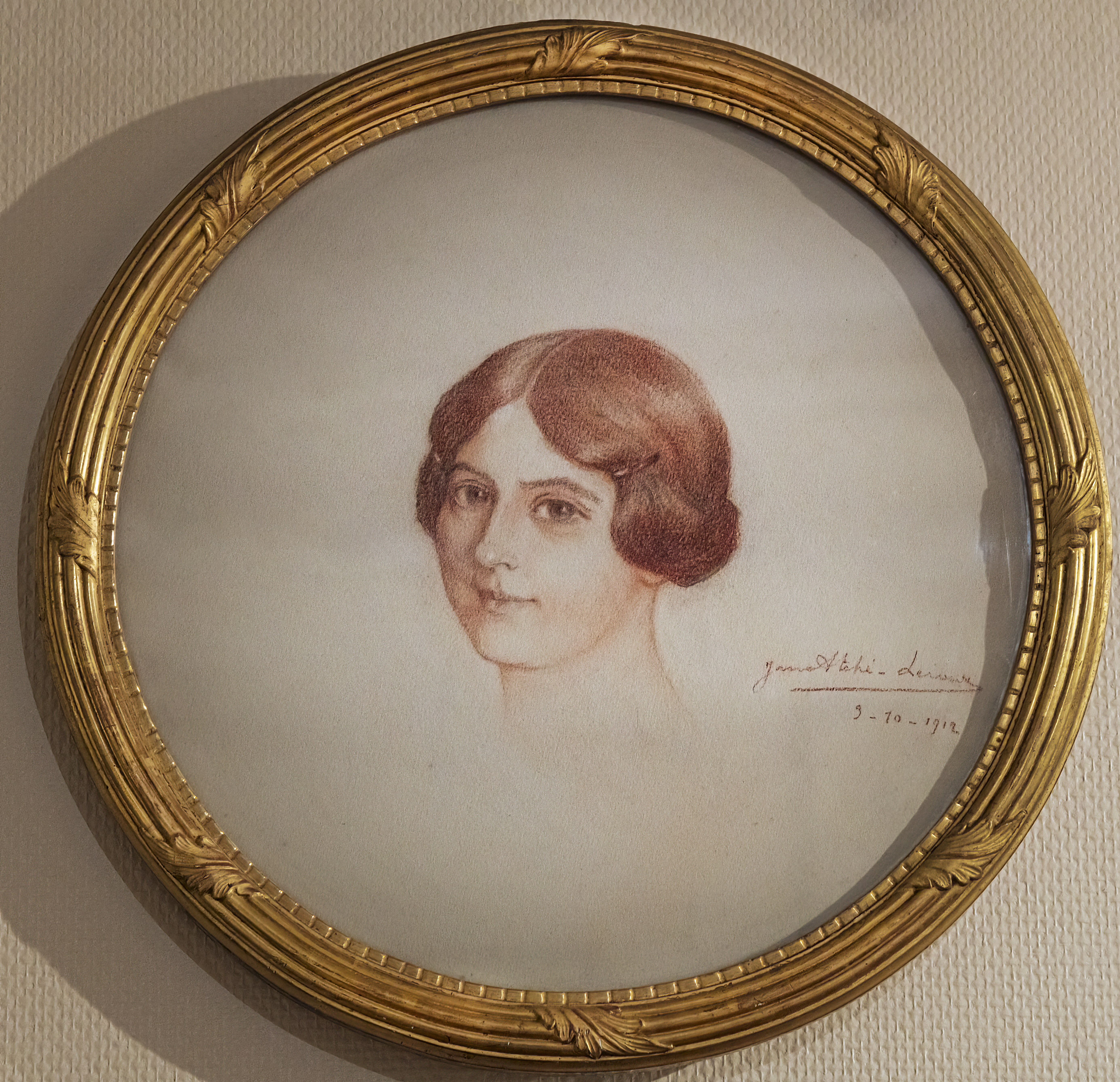
Marcelle Vermorel (1912), sanguine sur papier, Rabastens, musée du Pays rabastinois.
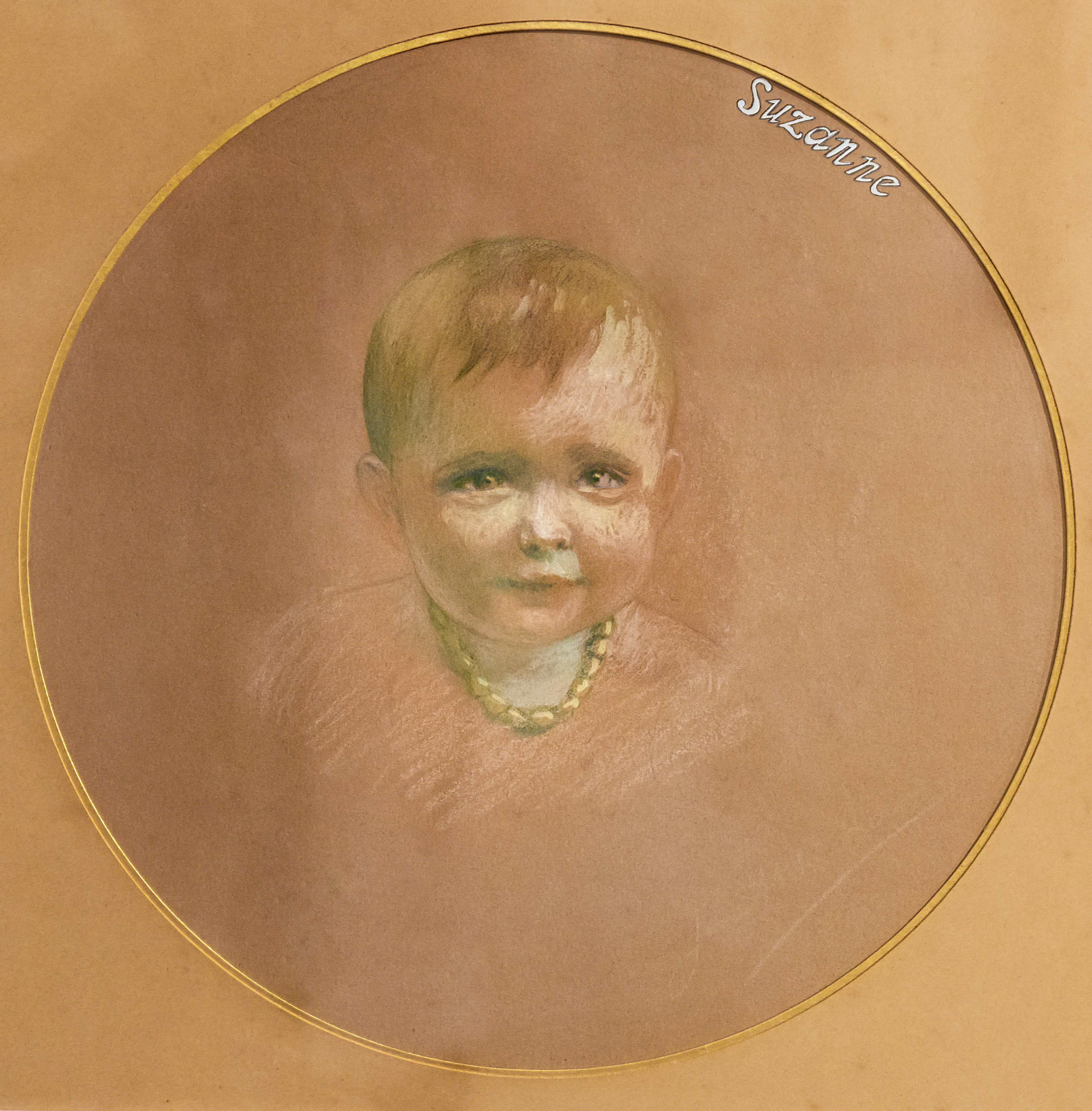
Suzzane sanguine sur papier, Rabastens, musée du Pays rabastinois.

### Affiche et lithographie
- Papier à cigarettes JOB, 1896[7].
- La Célestine, 1898.
- Le chocolat Vincent.
- Les cycles Peugeot.

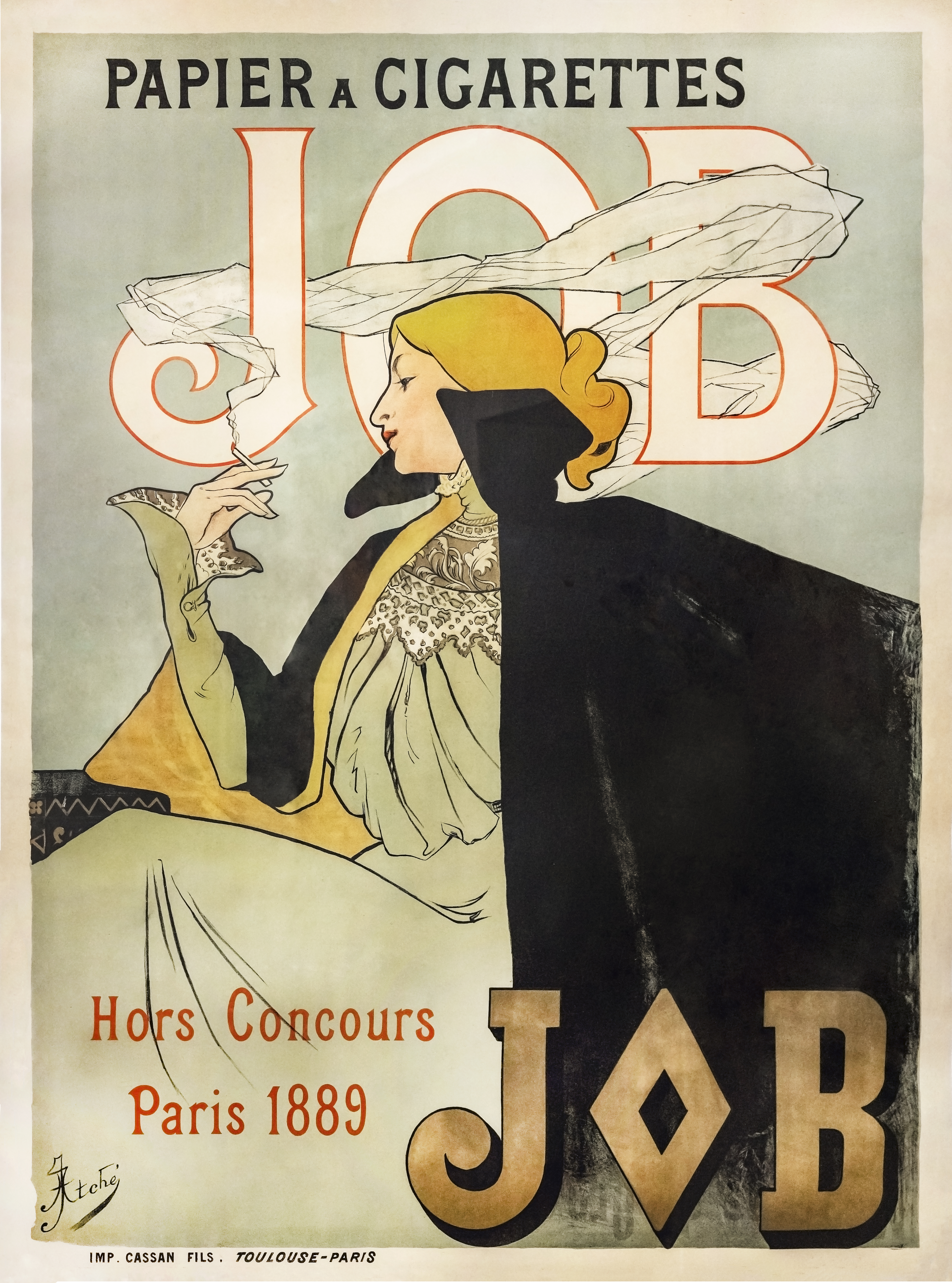
Papier à cigarette JOB (1896), affiche, Rabastens, musée du Pays rabastinois.
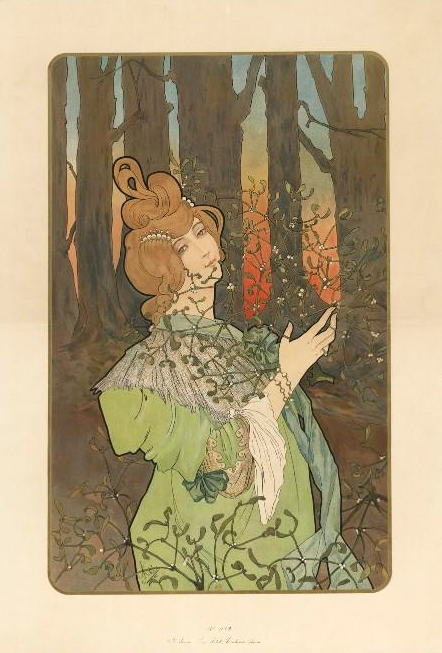
Le Gui (1899), panneau décoratif, Paris, BnF.
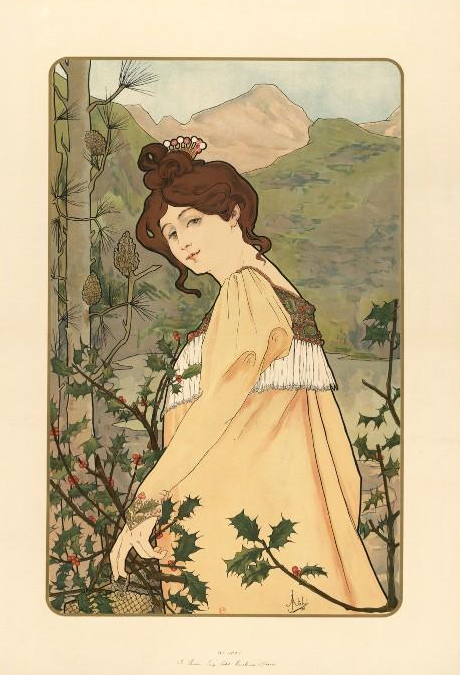
Le Houx (1899), panneau décoratif, Paris, BnF.
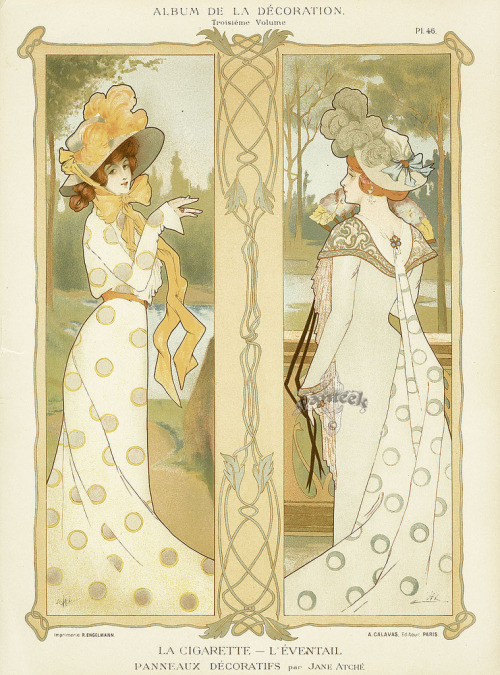
La Cigarette et L'Éventail, panneaux décoratifs[8].
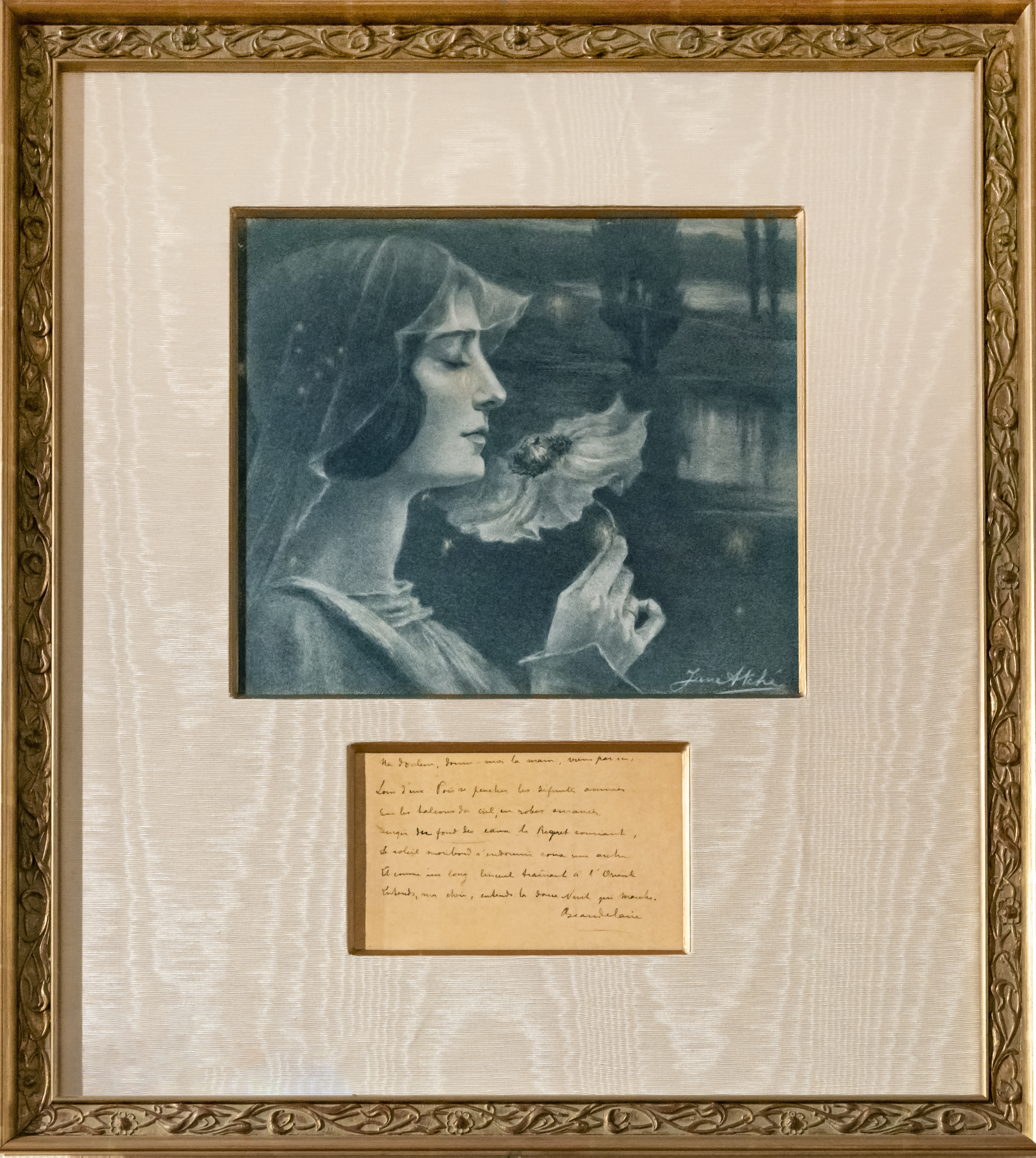
La Femme aux pavots (1899), avec un poème autographe de Charles Baudelaire, Rabastens, musée du Pays rabastinois.

## Expositions
- Reims, cirque de Reims, « Exposition d'Affiches Artistiques Françaises et Étrangères »[9] novembre 1896.
- Rabastens, musée du Pays rabastinois, rétrospective de l'œuvre de Jane Atché, 2008-2009. Ce musée conserve et expose depuis lors une grande partie de son œuvre.